# كينيث دوريمديس
كينيث دوريمديس (بالتاغالوغية: Kenneth Duremdes) مواليد 31 يناير 1974 في الفلبين، هو مدرب كرة سلة فلبيني ولاعب معتزل. بدأ مسيرته الاحترافية في سنة 1995. حمل الرقم 19. مثّل منتخب بلاده. اعتزل اللعب في 2008.

## سجل المنافسة
شارك في المنافسات التالية:
- دورة الألعاب الآسيوية 1994
- دورة الألعاب الآسيوية 1998
- دورة الألعاب الآسيوية 2002